# Lee Mack
Pour les articles homonymes, voir Mack.
Lee Mack, de son vrai nom Lee Gordon McKillop, est un comédien britannique, né le 4 août 1968. Lee Mack est connu pour sa série télévisée Not Going Out et aussi ses apparitions sur des émissions comme Would I Lie to You? et Have I Got News for You.

## Biographie

### Jeunesse et début
Lee Mack est né à Southport dans le Lancashire et a vécu au-dessus d'un pub jusqu'à ses 12 ans, année lors de laquelle ses parents se sont séparés. Il déménagea alors à Blackburn,. Il alla à la Birkdale Primary Junior School (Bury Road), Stanley High School à Southport et à la Everton High School à Blackburn. Après avoir quitté l'école, Mack a travaillé dans une salle de bingo et comme garçon d'écurie. Après avoir travaillé dans l'écurie de l'entraîneur de chevaux Ginger McCain à Southport pendant trois jours, il demanda s'il pouvait monter l'un des chevaux, ce que l'entraîneur accepta. Sans le savoir, Mack choisit alors Red Rum comme premier cheval qu'il monta,. Mack devint l'un des divertisseurs, Blue Coat, du centre de vacance Pontins à Hemsby (Norfolk). Après être apparu saoul sur scène un soir, et ayant donné un nom offensant à un membre de l'audience, il fut renvoyé de l'équipe de Hemsby, mais continua six mois à Pontins à Morecambe.
Mack fit plusieurs petits boulots et prit le micro pour la première fois en 1994, alors qu'il étudiait à l'université Brunel dont il obtient un diplôme de comédien. Dix-huit mois plus tard, il était comédien à plein temps.

### Carrière
Mack devint connu en gagnant So You Think You're Funny lors du Edinburgh Festival Fringe de 1995. Par la suite, Mack eut le rôle de Graham, l'agent de sécurité dans la version radio originale de The Mighty Boosh, et obtint sa première émission de radio, The Lee Mack Show, sur BBC 2, qu'il coprésente avec des personnalités diverses.

#### Télévision
Mack fut un membre du casting de The Sketch Show de ITV et est également apparu dans la version américaine de l'émission.
En 2005, Mack présenta They Think It's All Over, un panel game comique autour du sport, et anciennement présenté par Nick Hancock. Cependant, ce fut la dernière saison de l'émission. En 2007, il apparut dansTV Heaven, Telly Hell.
Sa première sitcom fut Not Going Out, pour BBC One, avec Tim Vine (dans laquelle il joue Lee, le personnage principal). Le premier épisode fut diffusé le 6 octobre 2006. La série a été renouvelée pour une deuxième saison en septembre 2007, une troisième (janvier 2009), une quatrième (février 2011) et une cinquième en avril 2012. Elle est revenue pour une sixième saison au printemps 2013, une septième diffusée en 2014 et une huitième en 2017. La série a gagné une Rose d'Or et un RTS Award.
Depuis 2007, Mack est capitaine d'équipe dans le panel show de BBC One Would I Lie to You?, face à David Mitchell. Il a également été cinq fois présentateur invité de Have I Got News for You : le 23 mai 2008, le 12 juin 2009, le 1er avril 2010, le 2 décembre 2010 et le 28 octobre 2011. Il a été invité deux fois dans Never Mind the Buzzcocks : le 9 décembre 2010 et le 22 octobre 2012.
Mack a contribué au Comic Relief et est apparu dans Jack Dee Live at the Apollo.
En juin 2011, il lança une nouvelle émission pour BBC One Lee Mack's All Star Cast. L'émission inclut des membres de l'audience qui doivent participer à des jeux afin d'obtenir un rôle dans un sketch à la fin de l'émission. En juin 2012, Mack a participé au Queen's Diamond Jubilee Concert devant le palais de Buckingham à Londres.
En mars 2013, Mack est apparu comme panéliste dans un épisode de Let's Dance for Comic Relief avec Arlene Phillips et Greg James.
Depuis février 2014, il présente Duck Quacks Don't Echo, un panel show comique de Sky1.

### Tournée
Mack fit une tournée en 2006 et filma son premier DVD live au Bloomsbury Theatre, qui sortit l'année suivante. Au printemps 2010, Mack fit une tournée « Going Out ». Des dates supplémentaires furent ajoutées en automne 2010 car les places de sa tournée de printemps furent épuisées en avance. Going Out Live, son deuxième DVD live, fut filmé au Hammersmith Apollo et sortit en novembre. En décembre 2010, il fit un spectacle au Royal Variety Performance.

## Vie privée

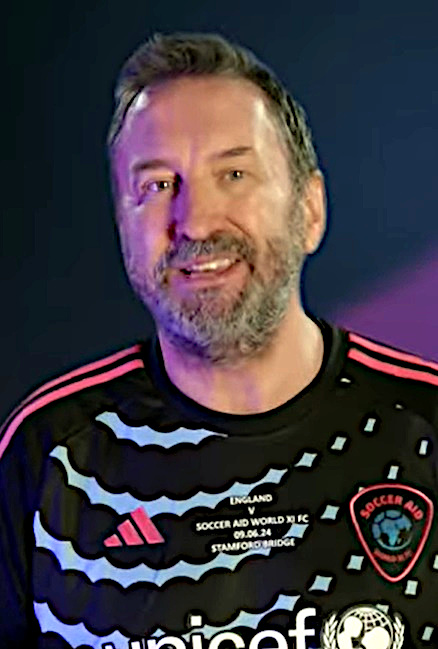
Lee Mack, Soccer Aid for UNICEF 2024

Mack est marié à Tara McKillop depuis 2005. Ils habitent dans le Surrey avec leurs trois enfants : Arlo, Louie et Millie.
En février 2009, avec d'autres comédiens, Mack signe une lettre ouverte publiée dans The Times à propos des leaders Bahá'í alors jugés en Iran.
Mack a indiqué, dans une interview à The Guardian, que sa première expérience en comédie fut des imitations de Bobby Ball dans son école alors qu'il avait 15 ans. Mack soutient l'équipe des Blackburn Rovers et se rend occasionnellement au Ewood Park pour assister à des matches. Pendant un temps, Mack a partagé un appartement avec Noel Fielding. En juillet 2012, Mack a reçu un doctorat honorifique de l'université Brunel. Il publia son autobiographie la même année Mack the Life.
En 2012, Mack fut diagnostiqué comme souffrant d'un trouble du déficit de l'attention avec hyperactivité.
Mack est un fan de fléchettes et joue régulièrement avec son ami Tim Vine (en). Tous deux sont apparus dans Let's Play Darts (en), se faisant face à la finale, Mack et son équipier Martin Adams (en) gagnant contre Vine et son équipier Darryl Fitton (en). Il détient actuellement le record du monde pour « le plus grand nombre de fléchette n° 2 en une minute ». Le même jour, il a également battu le record du monde de « le plus de fléchette dans et hors bullseye [alternativement] en une minute ». Il conserva ce record pendant un an et deux mois avant d'être battu par le joueur de fléchettes professionnel James Wade,.

## Filmographie
- 1997–1998 : Gas Lui-même
- 2001–2004 : The Sketch Show : Lui-même
- 2005–2010 : Live at the Apollo : Lui-même
- 2005–2006 : They Think It's All Over  :  Présentateur
- 2006- : Not Going Out  : Lee
- 2007- : Would I Lie to You?  : Capitaine d'équipe régulier
- 2008–2011 : Have I Got News for You  : Présentateur invité
- 2009–2012 : QI  : Panéliste
- 2010-2012 : Never Mind the Buzzcocks  : Présentateur invité
- 2011 : Lee Mack's All Star Cast  : Présentateur
- 2013–2016 : 8 Out of 10 Cats Does Countdown : Capitaine d'équipe invité
- 2014- : Duck Quacks Don't Echo  : Présentateur
- 2014 : The Smiths : Michael Smith
- 2014 : The Feeling Nuts Comedy Night : Lui-même
- 2015 : Let's Play Darts  : Compétiteur
- 2015 : Officially Amazing[20] : Invité
- 2016 : Ant and Dec's Saturday Night Takeaway : Annonceur invité
- 2018 : Doctor Who

### DVDlive
| Titre             | Date de sortie   | Notes                                        | Notation lors de la diffusion | Chaîne    |
| ----------------- | ---------------- | -------------------------------------------- | ----------------------------- | --------- |
| Live              | 26 novembre 2007 | Direct au Bloomsbury Theatre de Londres.     | 0.95                          | Channel 4 |
| Going Out Live    | 22 novembre 2010 | Direct au HMV Hammersmith Apollo de Londres. | 1.03                          | BBC One   |
| Hit The Road Mack | 24 novembre 2014 | Direct au HMV Hammersmith Apollo de Londres. | 1.26                          | Channel 4 |

## Compléments